# Остромичи
Остро́мичи (бел. Астромічы, полес. Остромічы) — агрогородок в Кобринском районе Брестской области Белоруссии. Входит в состав Остромичского сельсовета.
По данным на 1 января 2016 года население составило 960 человек в 343 домохозяйствах.
В агрогородке расположены почтовое отделение, средняя школа, центр культуры и отдыха, фельдшерско-акушерский пункт и магазин.

## География
Агрогородок расположен в 10 км к северо-востоку от города и станции Кобрин и в 57 км к востоку от Бреста, на автодороге Р2 Кобрин-Ивацевичи и у шоссе М1 Брест-Минск.
На 2012 год площадь населённого пункта составила 3,29 км² (329 га).

## История
Населённый пункт известен с XVI века как село и имения Отромечаны. В разное время население составляло:
- 1897 год: 102 двора, 525 человек;
- 2009 год: 886 человек;
- 2016 год[2]: 343 хозяйства, 960 человек;
- 2019 год[1]: 820 человек.